# Gösta Prüzelius
Karl Gösta Prüzelius (født 11. august 1922, død 15. maj 2000) var en svensk skuespiller. Han medvirkede i mange forskellige film såsom Sommeren med Monika (1953), Invasion of the Animal People (1959), Tryllefløjten (1975) og Fanny og Alexander (1982). Prüzelius spillede også rollen som Klöverhage i en række af filmene om Åsa-Nisse, ligesom han også var aktiv som stemmeskuespiller. På tv medvirkede han blandt andet også i Rederiet, hvor han spillede hovedpersonen, Reidar Dahlén, fra seriens start i 1992 og frem til sin død.
Gösta Prüzelius arbejdede på teateret Dramaten i Stockholm i mere end 30 år. Han var gift og fik tre børn.
Prüzelius ligger begravet på Norra Begravningsplatsen i Solna.

## Udvalgt filmografi
- Flickorna i Småland (1945)
- Jaget af fortiden (1946, ukrediteret)
- Pigen og løjtnanten (1946, ukrediteret)
- Det regner på vor kærlighed (1946, ukrediteret)
- Husmandstøsen (1947, ukrediteret)
- Landlov i Jomfrusund (1949)
- Regimentets glade drenge (1949)
- 6-dagesløbet (1951)
- Den skønne Helene på eventyr (1951, ukrediteret)
- Han glemte hende aldrig (1952, ukrediteret)
- Sommeren med Monika (1953, ukrediteret)
- Gøngehøvdingen (1953, ukrediteret)
- Drømmetyven (1954)
- En lektion i kærlighed (1954, ukrediteret)
- Herr Arnes penge (1954)
- Danse-Salonen (1955)
- Paradiset (1955)
- Sommernattens smil (1955, ukrediteret)
- Piger uden værelse (1956)
- Skør efter noder (1956, ukrediteret)
- Det syvende segl (1957, ukrediteret)
- Tyvernes glade dage (1958)
- Frøken April (1958, ukrediteret)
- Frøken Chic (1959, ukrediteret)
- Invasion of the Animal People (1959)
- Sovekammertyven (1959, ukrediteret)
- Syv glade enker (1964, ukrediteret)
- Træfrakken (1966)
- Hvad unge mænd har brug for (1966)
- Skammen (1968)
- Pigen Fanny (1968)
- Pippi Langstrømpe (tv-serie, 1969, kun stemme)
- Miss and Mrs. Sweden (1969, ukrediteret)
- Skrækken har 1000 øjne (1970)
- Nye løjer med Emil fra Lønneberg (1972, kun stemme)
- Rendestensunger (1974)
- Tryllefløjten (1975)
- Paradishuset (1977)
- Manden der blev millionær (1980)
- Fanny og Alexander (1982)
- Mig og damerne (1983)
- Varuhuset (tv-serie, 1987-1989)
- Den gode vilje (1991)
- Rederiet (tv-serie, 1992-2000)